# Otto Aust
Otto Aust (Långedrag, 25 de julho de 1892 — Bremen, 12 de outubro de 1943) foi um velejador sueco, medalhista olímpico. Ele competiu nos Jogos Olímpicos de Verão de 1912 na classe 6 Metre e conquistou a medalha de bronze na disputa a bordo do Kerstin com Eric Sandberg e Harald Sandberg.